# Ariulf de Spoleto
Ariulf (d. 602) a fost cel de al doilea duce longobard de Spoleto de la 592 până la moarte.
În 592, Ariulf a preluat conducerea la Spoleto și, după ocuparea unor orașe deținute de bizantini, controlul punctelor-cheie situate de-a lungul Via Flaminia, principala cale de comunicare dintre Ravenna și Roma. De asemenea, el a intrat în posesia câtorva puncte fortificate din Latium, amenințând direct Roma, unde papa Grigore "cel Mare", pierzând legătura cu Exarhatul de Ravenna, s-a văzut nevoit să încheie pace cu conducătorul longobard, spre marea insatisfacție a exarhului Roman, care la acea vreme se considera reprezentantul Imperiului și, ca urmare, superior papei.
Însă succesele lui Ariulf au fost de scurtă durată, iar forțele exarhului au recucerit fortificațiile romane, precum și orașul Perugia, curățind astfel comunicațiile terestre cu Roma pentru o vreme.
Ariulf i-a acordat apoi sprijin ducelui Arechis I de Benevento în încercare acestuia de a cuceri Napoli, un alt centru important din Italia ce ținea de Imperiul Bizantin. El a obținut o mare victorie la Camerino, unde, potrivit cronicii lui Paul Diaconul, a revendicat să vadă moaștele Sfântului Sabinus, eroul-martir din Spoleto, ocazie cu care a fost convins să se convertească de la arianism la romano-catolicism.